# 杉谷遥果
杉谷 遥果（すぎたに はるか）は、日本の女性フォークシンガー、シンガーソングライター。旧芸名・杉谷愛。

## 略歴
1985年11月27日、岡山県岡山市に生まれる。岡山県立岡山南高等学校商業科に在学中の高校1年の夏より、路上ライブを始める。プロのミュージシャンになりたい思いが強くなり、2003年2月、エフエムくらしきでのラジオ番組内で、倉敷観光株式会社イメージソングアーティスト募集を知り応募、47組の中から選ばれる。同年5月、休日を利用しデビューに向けてレッスンと合宿に入る。同年、12月21日日本クラウンレコードより杉谷愛名義で「あなたに届くまで」でCDデビュー。
高校卒業後2年ほど地元岡山でイベントなどに出演を重ね、上京。シングル7枚、アルバム2枚をリリースし、全国で多数公演を重ねるも、その後諸般の事情により引退。
一度岡山に戻った後、再び上京し、2012年本名と同じ読みの「杉谷遥果」に改名し、所属プロダクションなしで再スタート。フリーのシンガーソングライターとして、ライブを中心に精力的に活動。また、ソーシャルラジオアプリ「SPOON」にて深夜ラジオ配信を連日行っている。
2016年5月15日、1st ミニアルバム『I'm home』発売。
2019年5月、会場限定販売CD『STAND UP』発売。

## 参加ユニット
- Acoustic Rock ユニット「cross current」　Vocol/Guitar 杉谷遥果、Guitar/Ukulele 東野圭、Ukulele/Bass 井手口雅
- gallery sola　Guitar 渡辺和馬、Vocol 杉谷遥果

## 人物
影響を受けたアーティストは、90年代後半から活躍するゆず、同時期に活躍した19、親の影響で好きになったイルカ、カーペンターズなど。オリビア・ニュートン＝ジョンやスピッツ。　
血液型はA型、身長は148.9-149cm。
趣味はスポーツで、軟式テニスは中学の部活から、硬式にも挑戦中。
野球は中日ドラゴンズ（特にドアラ）ファン。
好きな映画はジブリで特に「もののけ姫」。　
漫画好き。おすすめの漫画は銀魂、FAIRY TAIL、OverDrive、君に届け、進撃の巨人、四月は君の嘘等。
好きな作家は宮部みゆき(特にブレイブ・ストーリー)、神永学、あさのあつこ。　
学生時代の得意科目は音楽・体育で、苦手な科目は社会、特に歴史。
好きな食べ物はレバ刺し、鶏肉、きなこ、アイス（バニラ/スーパーカップ）マルゲリータ・ピザで、嫌いな食べ物はない。
飲み物だとロイヤルミルクティーが好き。
特技はそろばんや電卓で商業科在学時に取得した級も持っている。
簿記の資格も持ち、2016年、介護福祉士の国家資格に合格し、現在介護福祉士兼シンガーソングライターとして活動している。

## ディスコグラフィ
- あなたに届くまで
- Massage (アルバム)
- シーソーゲーム
- Chase your dream(storyII)
- endring memories
- 僕らの夢　杉谷愛と吉備の里 名義
- thinks(アルバム)
- 砂時計
- 少しだけ
- I'm home(ミニアルバム)

## シングル
※オリコンより。

## 出演

### ワンマンライブ・主催イベント
※出典
- 2015年1月23日　高円寺弾き語りライブ5th＠Bar蓮
- 2015年2月28日　acoustic Live「冬うた」＠銀座 studio FRLAME
- 2015年3月22日「今月のHARUKA」公開収録見学会
- 2015年4月1日　ミニライブ@栃木県鹿沼市「陽だまり」
- 2015年4月14日　高円寺弾き語りライブ5th＠Bar蓮
- 2015年7月29日　杉谷遥果ワンマンライブ＠荻窪ROOSTER NORTH SIDE
- 2015年10月18日　少人数限定ライブ　弾き語り@cafe 月の裏
- 2015年12月2日　anniversary ワンマンライブ「イージューフロンティア」@新宿Papera
- 2016年2月22日　杉谷遥果 応援ナイト@高田馬場
- 2016年5月15日　1st ミニアルバム「I'm home」リリース記念ライブ@BLUE MOOD
- 2016年7月31日　岡山にI'm home リリース記念ツアー　acoustic ワンマンライブ[脚注の使い方]

### TV・ラジオ出演
※出典
- 2016年4月12日　「ひるさがりあわ～」黒崎ちえみの“ひと息、入れましょ！”　Air station Hibiki 88.2MHz　ゲスト出演
- 2016年7月7日　　なんしょん岡山『ミルンヘカモン！』岡山放送　コーナー出演
- 2016年8月12日　ヒット・チャート・バラエティ　カモナ・マイＲａｄｉｏ！　ラジオ電話出演 　RSK/山陽放送